# 新型冠状病毒感染的肺炎疫情防控指挥部
新型冠状病毒感染的肺炎疫情防控指挥部，是中国大陆各地政府部门为应对2019冠狀病毒病疫情而成立的指挥部。最早成立指挥部的是疫情最初暴发地湖北省武汉市，之后中国大陆受疫情影响的很多省级、市级、县级地方政府部门均成立了指挥部。